# Pont cystine
Cet article court présente un sujet plus développé dans : pont disulfure.

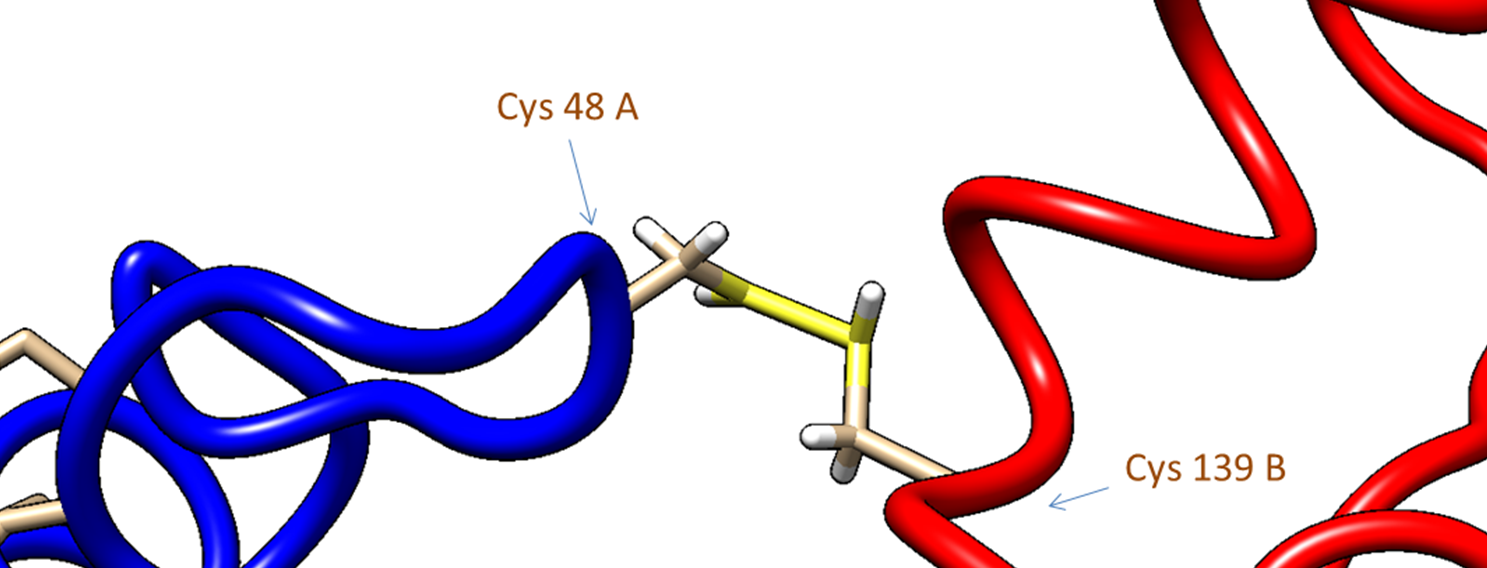
Représentation schématique d'un pont cystine entre deux résidus cystéine.

Un pont cystine est un pont disulfure entre deux résidus de cystéine, un acide aminé protéinogène.
Le pont est établi par oxydation d'un groupement thiol (sulfhydrile) de chacun des deux résidus de cystéine. Ce type de pont est essentiel dans l'assemblage des chaines polypeptidiques pour établir une conformation tertiaire de la protéine.